# شین ویلیامز
شین ویلیامز (به انگلیسی: Shane Williams) (زاده ۲۶ فوریه۱۳۷۷ - ولز) بازیکن حرفه‌ای راگبی است که به عنوان یکی از بهترین wingهای جهان خود را مطرح کرده، البته او توانایی بازی در پست scrum half را هم دارد. او شتاب بسیار زیادی دارد و همین طور توانایی عجیبی در side-step و پیدا کردن فضاهای خالی میان مدافعین حریف دارد. او در حال حاضر عنوان سوم بین بیشترین try زننده‌های تاریخ راگبی (all-time Test try scoring list ) را داراست.
همچنین در سال ۲۰۰۸ او به عنوان بهترین بازیکن جهان انتخاب شد و در همان سال به عنوان بهترین ورزشکار ولز هم انتخاب شد.

## زندگی گذشته
شین ویلیامز در Morriston در Swansea به دنیا آمد ولی در Glanamman در Amman Valley بزرگ شد. او اولین بار راگبی را در دوران دبستان شروع کرد در حالی که برای این ورزش خیلی کوچک بود. اما وقتی او به مقطع راهنمایی در مدرسه Amman Valley Comprehensive School رفت هنوز هم برای راگبی کوچک بود، در عوض او فوتبال را شروع کرد و برای تیم Cwmamman United A.F.C بازی می‌کرد. در اولین بازی اش در تیم جوانان باشگاه او به عنوان دروازه بان بازی کرد در حالی که هیچ کس دیگری خواستار این پست نبود. مربی تیم از او به عنوان یک دروازه بان فوق العاده یاد می‌کند در حالی که می‌دانست او همچنین می‌تواند خارج از دروازه هم عالی باشد. ویلیامز به تیم بزرگسالان Cwmamman United A.F.C هم رسید در حالی که گاهی اوقات هم راگبی بازی می‌کرد و در آن زمان فوتبال را به عنوان ورزش اصلی خود انتخاب کرده بود. هرچند که در فینال مسابقات فوتبال او و دوستش از سوی تیم راگبی Amman United RFC به راگبی دعوت شدند...

## تیم باشگاهی
شین ویلیامز دوران حرفه‌ای بازیکنی‌اش را در تیم Amman United و در پست scrum half شروع کرد. در حالی که او خودش طرفدار تیم Llanelli RFC بود اما به عنوان scrum half ذخیره به Neath پیوست. در آن زمان مربی Neath تشخیص داد که از او به عنوان wing راست استفاده کند.
زمانی که شین ویلیامز خواست تا قرارداد حرفه‌ای با Neath منعقد کند، بر سر مبلغ قرارداد بین دو تیم Neath و Amman United مذاکراتی شد. سپس شین ویلیامز با قراردادی به ارزش سالیانه £۷٬۵۰۰ به Neath پیوست که این تقریباً معادل حقوق یک کارمند اداری بود در حالی که او پاره وقت کار می‌کرد.

## تیم ملی
شین ویلیامز حضور در تیم ملی را با نیمکت نشینی مقابل فرانسه در مسابقات Six Nations در فصل ۱۹۹۹-۲۰۰۰ شروع کرد. در این زمان او کمتر از ۲۳ سال سن داشت در حالی که به اعتقاد خیلی‌ها این سن کمی برای حضور در تیم ملی در ورزش راگبی است. او در اولین بازی ملی اش که در همان تورنمنت مقابل ایتالیا انجام داد امتیاز کسب کرد و از آن به بعد تاکنون ۷۳ بار برای تیم ملی ولز بازی کرده و ۵۳ ترای زده و در کل ۲۶۵ امتیاز کسب کرده‌است.
او در سال ۲۰۰۲ به علت آسیب دیدگی از ناحیه همسترینگ مجبور شد مدتی از راگبی جدا بماند.
او به همراه هم تیمی‌هایش در سال ۲۰۰۵ قهرمان Grand Slam شدند، در حالی که ویلیامز در بیشتر مسابقات ترای زد.
در جام جهانی ۲۰۰۷ هرچند ولز از گروهش صعود نکرد اما ویلیامز با زدن ۶ ترای عنوان سوم در بین بیشترین زننده‌های try را ار آن خود کرد.

## زندگی شخصی
در دسامبر سال ۲۰۰۵ او با عشق دوران نوجوانی اش Gail Branwen Lacey ازدواج کرد، کسی که او را در مدرسه Amman Valley زمانی که ۱۴ سالش بود ملاقات کرد. اولین فرزند آنها دختری به نام Georgie است که در نوامبر سال ۲۰۰۶ به دنیا آمد.